# Edwin Cannan
Edwin Cannan (født 3. februar 1861, død 8. april 1935) var en engelsk socialøkonom.
Cannan blev Master of Arts i Oxford 1887 og 1907 professor i socialøkonomi ved Londons Universitet. Han har blandt andet offentliggjort den betydelige og interessante History of the Theories of Production and Distribution in English Political Economy from 1776 to 1848 (1893, 2. udvidede udgave 1903), hvori forfatteren kaster lys over den "klassiske" engelske økonomis indflydelse på samtidens og den nærmeste eftertids praktiske reformpolitik, samt en History of Lokal Rates in England (1896). 
Cannan har på en udmærket og højst fortjenstfuld nåde medvirket til genoplivelsen af Adam Smith-forskningen ved at fremdrage og udgive den store grundlæggers tidligere ukendte, for en dyberegående forståelse af hans hele system betydningsfulde Lectures on Justice, Police, Revenue and Arms  (1896) samt ved en fortrinlig kritisk standardudgave af An Inquiry into the Nature and Causes of the Wealth of Nations, with an Introduction, Notes, marginal Summary and enlarged Index (2 bind, 1904).

## Hovedværker
- Elementary Political Economy, 1888.
- The Origin of the Law of Diminishing Returns, 1813-15, 1892, The Economic Journal (EJ).
- Ricardo in Parliament, 1894, The Economic Journal (EJ).
- A History of the Theories of Production and Distribution in English Political Economy from 1776 to 1848, 1898.
- Preface and Introduction to Adam Smith's "Wealth of Nations", 1904.
- The Economic Outlook, 1912.
- Wealth, 1914.
- Early History of the term "Capital", 1921, QJE.
- An Application of the Theoretical Apparatus of Supply and Demand to Units of Currency, 1921, The Economic Journal (EJ).
- Its connexion with rising and falling prices (Webside ikke længere tilgængelig), 1923.
- Monetary Reform, with J.M. Keynes, Addis and Milner, 1924, The Economic Journal (EJ).
- An Economist's Protest, 1927
- A Review of Economic Theory, 1929
- Modern Currency and the Regulation of Its Value, London: D.S. King and Son, 1932.
- Collected Works of Edwin Cannan (1998, 8 dele), redigeret af Alan Ebenstein (London & New York: Routledge/Thoemmes Press)